# 全国高等学校野球選手権大会 (兵庫県勢)
全国高等学校野球選手権大会における兵庫県勢の成績について記す。

## 全国中等学校優勝野球大会
| 大会                 | 代表校                     | 試合結果                 | 試合結果                      | 成績                     |
| -------------------- | -------------------------- | ------------------------ | ----------------------------- | ------------------------ |
| 1915年（第1回大会）  | 神戸二中（初出場）         | 準々決勝                 | ● 0 - 2 早稲田実              | 初戦敗退                 |
| 1916年（第2回大会）  | 関西学院中（初出場）       | 1回戦                    | ● 1 - 2 香川商                | 初戦敗退                 |
| 1917年（第3回大会）  | 関西学院中（2年連続2回目） | 1回戦                    | ○ 6 - 3 広島商                | 準優勝                   |
| 1917年（第3回大会）  | 関西学院中（2年連続2回目） | 準々決勝                 | ○ 13 - 2 京都一中             | 準優勝                   |
| 1917年（第3回大会）  | 関西学院中（2年連続2回目） | 準決勝                   | ○ 1 - 0 盛岡中                | 準優勝                   |
| 1917年（第3回大会）  | 関西学院中（2年連続2回目） | 決勝                     | ● 0 - 1 愛知一中（延長14回）  | 準優勝                   |
| 1918年（第4回大会）  | 関西学院中（3年連続3回目） | （米騒動による大会中止） | （米騒動による大会中止）      | （米騒動による大会中止） |
| 1919年（第5回大会）  | 神戸一中（初出場）         | 1回戦                    | ○ 3 - 1 和歌山中              | 優勝                     |
| 1919年（第5回大会）  | 神戸一中（初出場）         | 準々決勝                 | ○ 3 - 0 慶応普通部            | 優勝                     |
| 1919年（第5回大会）  | 神戸一中（初出場）         | 準決勝                   | ○ 8 - 0 盛岡中                | 優勝                     |
| 1919年（第5回大会）  | 神戸一中（初出場）         | 決勝                     | ○ 7 - 4 長野師範              | 優勝                     |
| 1920年（第6回大会）  | 関西学院中（2年ぶり4回目） | 1回戦                    | ○ 6 - 0 松本商                | 優勝                     |
| 1920年（第6回大会）  | 関西学院中（2年ぶり4回目） | 準々決勝                 | ○ 5 - 3 愛知一中              | 優勝                     |
| 1920年（第6回大会）  | 関西学院中（2年ぶり4回目） | 準決勝                   | ○ 14 - 3 鳥取中               | 優勝                     |
| 1920年（第6回大会）  | 関西学院中（2年ぶり4回目） | 決勝                     | ○ 17 - 0 慶応普通部           | 優勝                     |
| 1921年（第7回大会）  | 神戸一中（2年ぶり2回目）   | 2回戦                    | ● 0 - 20 和歌山中             | 初戦敗退                 |
| 1922年（第8回大会）  | 神戸商（初出場）           | 1回戦                    | ○ 8 - 3 京城中                | 準優勝                   |
| 1922年（第8回大会）  | 神戸商（初出場）           | 準々決勝                 | ○ 2 - 0 島根商                | 準優勝                   |
| 1922年（第8回大会）  | 神戸商（初出場）           | 準決勝                   | ○ 2x - 1 松山商               | 準優勝                   |
| 1922年（第8回大会）  | 神戸商（初出場）           | 決勝                     | ● 4 - 8 和歌山中              | 準優勝                   |
| 1923年（第9回大会）  | 甲陽中（初出場）           | 1回戦                    | ○ 8 - 2 宇都宮商              | 優勝                     |
| 1923年（第9回大会）  | 甲陽中（初出場）           | 2回戦                    | ○ 3 - 2 松山商                | 優勝                     |
| 1923年（第9回大会）  | 甲陽中（初出場）           | 準々決勝                 | ○ 6 - 1 早稲田実              | 優勝                     |
| 1923年（第9回大会）  | 甲陽中（初出場）           | 準決勝                   | ○ 13 - 5 立命館中             | 優勝                     |
| 1923年（第9回大会）  | 甲陽中（初出場）           | 決勝                     | ○ 5 - 2 和歌山中              | 優勝                     |
| 1924年（第10回大会） | 第一神港商（初出場）       | 2回戦                    | ○ 11 - 5 早稲田実             | ベスト8                  |
| 1924年（第10回大会） | 第一神港商（初出場）       | 準々決勝                 | ● 10 - 13 広島商（延長10回）  | ベスト8                  |
| 1925年（第11回大会） | 第一神港商（2年連続2回目） | 2回戦                    | ○ 10 - 4 米子中               | ベスト4                  |
| 1925年（第11回大会） | 第一神港商（2年連続2回目） | 準々決勝                 | ○ 5 - 1 柳井中                | ベスト4                  |
| 1925年（第11回大会） | 第一神港商（2年連続2回目） | 準決勝                   | ● 3 - 4 早稲田実              | ベスト4                  |
| 1926年（第12回大会） | 第一神港商（3年連続3回目） | 1回戦                    | ○ 8 - 0 熊本商                | 2回戦                    |
| 1926年（第12回大会） | 第一神港商（3年連続3回目） | 2回戦                    | ● 1 - 6 前橋中                | 2回戦                    |
| 1927年（第13回大会） | 第一神港商（4年連続4回目） | 1回戦                    | ● 1 - 8 高松商                | 初戦敗退                 |
| 1928年（第14回大会） | 甲陽中（5年ぶり2回目）     | 1回戦                    | ○ 5 - 4 大連商（延長11回）    | ベスト8                  |
| 1928年（第14回大会） | 甲陽中（5年ぶり2回目）     | 2回戦                    | ○ 4 - 3 京城中（延長11回）    | ベスト8                  |
| 1928年（第14回大会） | 甲陽中（5年ぶり2回目）     | 準々決勝                 | ● 3 - 4 平安中                | ベスト8                  |
| 1929年（第15回大会） | 関西学院中（9年ぶり5回目） | 2回戦                    | ● 4 - 9 広島商                | 初戦敗退                 |
| 1930年（第16回大会） | 甲陽中（2年ぶり3回目）     | 1回戦                    | ● 1 - 8 松山商                | 初戦敗退                 |
| 1931年（第17回大会） | 第一神港商（4年ぶり5回目） | 2回戦                    | ● 0 - 3 松山商                | 初戦敗退                 |
| 1932年（第18回大会） | 明石中（初出場）           | 1回戦                    | ○ 4 - 0 北海中                | ベスト4                  |
| 1932年（第18回大会） | 明石中（初出場）           | 2回戦                    | ○ 1 - 0 大正中                | ベスト4                  |
| 1932年（第18回大会） | 明石中（初出場）           | 準々決勝                 | ○ 3 - 0 八尾中                | ベスト4                  |
| 1932年（第18回大会） | 明石中（初出場）           | 準決勝                   | ● 0 - 3 松山商                | ベスト4                  |
| 1933年（第19回大会） | 明石中（2年連続2回目）     | 1回戦                    | ○ 6 - 0 慶応商工              | ベスト4                  |
| 1933年（第19回大会） | 明石中（2年連続2回目）     | 2回戦                    | ○ 10 - 0 水戸商               | ベスト4                  |
| 1933年（第19回大会） | 明石中（2年連続2回目）     | 準々決勝                 | ○ 4 - 0 横浜商                | ベスト4                  |
| 1933年（第19回大会） | 明石中（2年連続2回目）     | 準決勝                   | ● 0 - 1x 中京商（延長25回）   | ベスト4                  |
| 1934年（第20回大会） | 神戸一中（13年ぶり3回目）  | 2回戦                    | ● 0 - 5 海南中                | 初戦敗退                 |
| 1935年（第21回大会） | 育英商（初出場）           | 1回戦                    | ○ 5 - 4 米子中                | 準優勝                   |
| 1935年（第21回大会） | 育英商（初出場）           | 2回戦                    | ○ 11 - 0 甲府中               | 準優勝                   |
| 1935年（第21回大会） | 育英商（初出場）           | 準々決勝                 | ○ 5 - 0 大分商                | 準優勝                   |
| 1935年（第21回大会） | 育英商（初出場）           | 準決勝                   | ○ 4x - 3 早稲田実（延長10回） | 準優勝                   |
| 1935年（第21回大会） | 育英商（初出場）           | 決勝                     | ● 1 - 6 松山商                | 準優勝                   |
| 1936年（第22回大会） | 育英商（2年連続2回目）     | 1回戦                    | ○ 2x - 1 早稲田実             | ベスト4                  |
| 1936年（第22回大会） | 育英商（2年連続2回目）     | 2回戦                    | ○ 7 - 5 嘉義農林              | ベスト4                  |
| 1936年（第22回大会） | 育英商（2年連続2回目）     | 準々決勝                 | ○ 3 - 1 北海中                | ベスト4                  |
| 1936年（第22回大会） | 育英商（2年連続2回目）     | 準決勝                   | ● 1 - 7 岐阜商                | ベスト4                  |
| 1937年（第23回大会） | 滝川中（初出場）           | 2回戦                    | ○ 13 - 5 秋田中               | ベスト4                  |
| 1937年（第23回大会） | 滝川中（初出場）           | 準々決勝                 | ○ 4 - 2 嘉義中                | ベスト4                  |
| 1937年（第23回大会） | 滝川中（初出場）           | 準決勝                   | ● 0 - 6 熊本工                | ベスト4                  |
| 1938年（第24回大会） | 甲陽中（8年ぶり4回目）     | 2回戦                    | ○ 10 - 0 山形中               | ベスト4                  |
| 1938年（第24回大会） | 甲陽中（8年ぶり4回目）     | 準々決勝                 | ○ 3 - 0 鳥取一中              | ベスト4                  |
| 1938年（第24回大会） | 甲陽中（8年ぶり4回目）     | 準決勝                   | ● 1 - 3 岐阜商                | ベスト4                  |
| 1939年（第25回大会） | 関西学院（10年ぶり6回目）  | 1回戦                    | ○ 22 - 8 天津商               | 2回戦                    |
| 1939年（第25回大会） | 関西学院（10年ぶり6回目）  | 2回戦                    | ● 2 - 4 長野商                | 2回戦                    |
| 1940年（第26回大会） | 北神商（初出場）           | 2回戦                    | ● 1 - 2 島田商（延長10回）    | 初戦敗退                 |
| 1946年（第28回大会） | 芦屋中（初出場）           | 1回戦                    | ● 2 - 6 城東中                | 初戦敗退                 |
| 1947年（第29回大会） | 神戸一中（8年ぶり4回目）   | 1回戦                    | ● 3 - 9 小倉中                | 初戦敗退                 |

## 全国高等学校野球選手権大会
| 大会                  | 代表校                                         | 試合結果                                       | 試合結果                                       | 成績                                           |
| --------------------- | ---------------------------------------------- | ---------------------------------------------- | ---------------------------------------------- | ---------------------------------------------- |
| 1948年（第30回大会）  | 芦屋（2年ぶり2回目）                           | 1回戦                                          | ● 4 - 6 桐蔭                                   | 初戦敗退                                       |
| 1949年（第31回大会）  | 芦屋（2年連続3回目）                           | 1回戦                                          | ○ 9 - 0 瑞陵                                   | ベスト8                                        |
| 1949年（第31回大会）  | 芦屋（2年連続3回目）                           | 2回戦                                          | ○ 6 - 3 静岡城内                               | ベスト8                                        |
| 1949年（第31回大会）  | 芦屋（2年連続3回目）                           | 準々決勝                                       | ● 0 - 5 高松一                                 | ベスト8                                        |
| 1950年（第32回大会）  | 明石（12年ぶり3回目）                          | 1回戦                                          | ● 2 - 4 鳴門                                   | 初戦敗退                                       |
| 1951年（第33回大会）  | 芦屋（2年ぶり4回目）                           | 1回戦                                          | ○ 7 - 2 小倉                                   | ベスト8                                        |
| 1951年（第33回大会）  | 芦屋（2年ぶり4回目）                           | 2回戦                                          | ○ 5x - 4 長崎西                                | ベスト8                                        |
| 1951年（第33回大会）  | 芦屋（2年ぶり4回目）                           | 準々決勝                                       | ● 2 - 6 高松一                                 | ベスト8                                        |
| 1952年（第34回大会）  | 芦屋（2年連続5回目）                           | 1回戦                                          | ○ 12 - 1 山形南                                | 優勝                                           |
| 1952年（第34回大会）  | 芦屋（2年連続5回目）                           | 2回戦                                          | ○ 2 - 0 新宮                                   | 優勝                                           |
| 1952年（第34回大会）  | 芦屋（2年連続5回目）                           | 準々決勝                                       | ○ 2 - 0 柳井商工                               | 優勝                                           |
| 1952年（第34回大会）  | 芦屋（2年連続5回目）                           | 準決勝                                         | ○ 3 - 0 成田                                   | 優勝                                           |
| 1952年（第34回大会）  | 芦屋（2年連続5回目）                           | 決勝                                           | ○ 4 - 1 八尾                                   | 優勝                                           |
| 1953年（第35回大会）  | 芦屋（3年連続6回目）                           | 2回戦                                          | ● 0 - 1x 御所実（延長10回）                    | 初戦敗退                                       |
| 1954年（第36回大会）  | 滝川（12年ぶり2回目）                          | 1回戦                                          | ● 1 - 2x 米子東（延長11回）                    | 初戦敗退                                       |
| 1955年（第37回大会）  | 市神戸商（初出場）                             | 1回戦                                          | ● 0 - 1 日大三                                 | 初戦敗退                                       |
| 1956年（第38回大会）  | 県尼崎（初出場）                               | 1回戦                                          | ● 0 - 1 西条                                   | 初戦敗退                                       |
| 1957年（第39回大会）  | 育英（17年ぶり3回目）                          | 2回戦                                          | ● 4 - 5x 広島商（延長10回）                    | 初戦敗退                                       |
| 1958年（第40回大会）  | 姫路南（初出場）                               | 1回戦                                          | ○ 2 - 1 多治見工                               | 3回戦                                          |
| 1958年（第40回大会）  | 姫路南（初出場）                               | 2回戦                                          | ○ 4x - 3 清水東                                | 3回戦                                          |
| 1958年（第40回大会）  | 姫路南（初出場）                               | 3回戦                                          | ● 0 - 1 海南                                   | 3回戦                                          |
| 1959年（第41回大会）  | 滝川（5年ぶり3回目）                           | 1回戦                                          | ● 0 - 1 八尾                                   | 初戦敗退                                       |
| 1960年（第42回大会）  | 明石（10年ぶり4回目）                          | 1回戦                                          | ○ 4 - 0 大淀                                   | ベスト8                                        |
| 1960年（第42回大会）  | 明石（10年ぶり4回目）                          | 2回戦                                          | ○ 3 - 1 戸畑                                   | ベスト8                                        |
| 1960年（第42回大会）  | 明石（10年ぶり4回目）                          | 準々決勝                                       | ● 2 - 5 鹿島                                   | ベスト8                                        |
| 1961年（第43回大会）  | 報徳学園（初出場）                             | 1回戦                                          | ○ 7x - 6 倉敷工（延長12回）                    | ベスト8                                        |
| 1961年（第43回大会）  | 報徳学園（初出場）                             | 2回戦                                          | ○ 3 - 0 松山商                                 | ベスト8                                        |
| 1961年（第43回大会）  | 報徳学園（初出場）                             | 準々決勝                                       | ● 1 - 9 法政二                                 | ベスト8                                        |
| 1962年（第44回大会）  | 滝川（3年ぶり4回目）                           | 1回戦                                          | ○ 5 - 3 佐賀商（延長16回）                     | 2回戦                                          |
| 1962年（第44回大会）  | 滝川（3年ぶり4回目）                           | 2回戦                                          | ● 0 - 4 中京商                                 | 2回戦                                          |
| 1963年（第45回大会）  | 市西宮（初出場）                               | 1回戦                                          | ● 1 - 4 静岡                                   | 初戦敗退                                       |
| 1964年（第46回大会）  | 滝川（2年ぶり5回目）                           | 1回戦                                          | ○ 1 - 0 仙台育英                               | 2回戦                                          |
| 1964年（第46回大会）  | 滝川（2年ぶり5回目）                           | 2回戦                                          | ● 1 - 4 宮崎商                                 | 2回戦                                          |
| 1965年（第47回大会）  | 報徳学園（4年ぶり2回目）                       | 1回戦                                          | ○ 1 - 0 広陵                                   | ベスト8                                        |
| 1965年（第47回大会）  | 報徳学園（4年ぶり2回目）                       | 2回戦                                          | ○ 2 - 0 熊谷商工                               | ベスト8                                        |
| 1965年（第47回大会）  | 報徳学園（4年ぶり2回目）                       | 準々決勝                                       | ● 2 - 3x 三池工（延長10回）                    | ベスト8                                        |
| 1966年（第48回大会）  | 報徳学園（2年連続3回目）                       | 1回戦                                          | ○ 8 - 3 津久見                                 | ベスト4                                        |
| 1966年（第48回大会）  | 報徳学園（2年連続3回目）                       | 2回戦                                          | ○ 9 - 1 竜ヶ崎一                               | ベスト4                                        |
| 1966年（第48回大会）  | 報徳学園（2年連続3回目）                       | 準々決勝                                       | ○ 1 - 0 平安                                   | ベスト4                                        |
| 1966年（第48回大会）  | 報徳学園（2年連続3回目）                       | 準決勝                                         | ● 1 - 2 中京商                                 | ベスト4                                        |
| 1967年（第49回大会）  | 報徳学園（3年連続4回目）                       | 1回戦                                          | ○ 4x - 3 大宮                                  | 2回戦                                          |
| 1967年（第49回大会）  | 報徳学園（3年連続4回目）                       | 2回戦                                          | ● 0 - 2 東奥義塾                               | 2回戦                                          |
| 1968年（第50回大会）  | 市神港（32年ぶり6回目）                        | 2回戦                                          | ● 2 - 7 秋田市立                               | 初戦敗退                                       |
| 1969年（第51回大会）  | 東洋大姫路（初出場）                           | 1回戦                                          | ● 1 - 3 日大一                                 | 初戦敗退                                       |
| 1970年（第52回大会）  | 滝川（5年ぶり6回目）                           | 1回戦                                          | ○ 13 - 10 北海                                 | ベスト8                                        |
| 1970年（第52回大会）  | 滝川（5年ぶり6回目）                           | 2回戦                                          | ○ 2x - 1 岡山東商                              | ベスト8                                        |
| 1970年（第52回大会）  | 滝川（5年ぶり6回目）                           | 準々決勝                                       | ● 6 - 7x 東海大相模（延長10回）                | ベスト8                                        |
| 1971年（第53回大会）  | 報徳学園（4年ぶり5回目）                       | 1回戦                                          | ○ 7 - 0 秋田市立                               | 2回戦                                          |
| 1971年（第53回大会）  | 報徳学園（4年ぶり5回目）                       | 2回戦                                          | ● 3 - 5 岡山東商                               | 2回戦                                          |
| 1972年（第54回大会）  | 東洋大姫路（3年ぶり2回目）                     | 1回戦                                          | ○ 5 - 3 習志野                                 | 2回戦                                          |
| 1972年（第54回大会）  | 東洋大姫路（3年ぶり2回目）                     | 2回戦                                          | ● 1 - 3 高知商                                 | 2回戦                                          |
| 1973年（第55回大会)） | 東洋大姫路（2年連続3回目）                     | 2回戦                                          | ● 2 - 3 旭川竜谷                               | 初戦敗退                                       |
| 1974年（第56回大会）  | 東洋大姫路（3年連続4回目）                     | 2回戦                                          | ○ 5 - 2 山形南                                 | 3回戦                                          |
| 1974年（第56回大会）  | 東洋大姫路（3年連続4回目）                     | 3回戦                                          | ● 3 - 4 平安                                   | 3回戦                                          |
| 1975年（第57回大会）  | 洲本（初出場）                                 | 2回戦                                          | ● 0 - 9 秋田商                                 | 初戦敗退                                       |
| 1976年（第58回大会）  | 市神港（8年ぶり7回目）                         | 1回戦                                          | ○ 1 - 0 岡山東商                               | 3回戦                                          |
| 1976年（第58回大会）  | 市神港（8年ぶり7回目）                         | 2回戦                                          | ○ 7 - 4 鉾田一（延長11回）                     | 3回戦                                          |
| 1976年（第58回大会）  | 市神港（8年ぶり7回目）                         | 3回戦                                          | ● 2 - 3 桜美林                                 | 3回戦                                          |
| 1977年（第59回大会）  | 東洋大姫路（3年ぶり5回目）                     | 2回戦                                          | ○ 4 - 0 千葉商                                 | 優勝                                           |
| 1977年（第59回大会）  | 東洋大姫路（3年ぶり5回目）                     | 3回戦                                          | ○ 5 - 0 浜田                                   | 優勝                                           |
| 1977年（第59回大会）  | 東洋大姫路（3年ぶり5回目）                     | 準々決勝                                       | ○ 8 - 3 豊見城                                 | 優勝                                           |
| 1977年（第59回大会）  | 東洋大姫路（3年ぶり5回目）                     | 準決勝                                         | ○ 1 - 0 今治西（延長10回）                     | 優勝                                           |
| 1977年（第59回大会）  | 東洋大姫路（3年ぶり5回目）                     | 決勝                                           | ○ 4x - 1 東邦（延長10回）                      | 優勝                                           |
| 1978年（第60回大会）  | 報徳学園（7年ぶり6回目）                       | 1回戦                                          | ○ 7 - 0 盛岡一                                 | ベスト8                                        |
| 1978年（第60回大会）  | 報徳学園（7年ぶり6回目）                       | 2回戦                                          | ○ 11 - 2 郡山北工                              | ベスト8                                        |
| 1978年（第60回大会）  | 報徳学園（7年ぶり6回目）                       | 3回戦                                          | ○ 5 - 0 延岡学園                               | ベスト8                                        |
| 1978年（第60回大会）  | 報徳学園（7年ぶり6回目）                       | 準々決勝                                       | ● 2 - 9 高知商                                 | ベスト8                                        |
| 1979年（第61回大会）  | 明石南（初出場）                               | 1回戦                                          | ○ 5x - 4 安積商（延長14回）                    | 2回戦                                          |
| 1979年（第61回大会）  | 明石南（初出場）                               | 2回戦                                          | ● 2 - 4 日大山形                               | 2回戦                                          |
| 1980年（第62回大会）  | 滝川（10年ぶり7回目）                          | 1回戦                                          | ○ 7 - 1 熊谷商                                 | 3回戦                                          |
| 1980年（第62回大会）  | 滝川（10年ぶり7回目）                          | 2回戦                                          | ○ 6 - 5 敦賀                                   | 3回戦                                          |
| 1980年（第62回大会）  | 滝川（10年ぶり7回目）                          | 3回戦                                          | ● 2 - 4 広陵                                   | 3回戦                                          |
| 1981年（第63回大会）  | 報徳学園（3年ぶり7回目）                       | 1回戦                                          | ○ 9 - 0 盛岡工                                 | 優勝                                           |
| 1981年（第63回大会）  | 報徳学園（3年ぶり7回目）                       | 2回戦                                          | ○ 4 - 1 横浜                                   | 優勝                                           |
| 1981年（第63回大会）  | 報徳学園（3年ぶり7回目）                       | 3回戦                                          | ○ 5x - 4 早稲田実（延長10回）                  | 優勝                                           |
| 1981年（第63回大会）  | 報徳学園（3年ぶり7回目）                       | 準々決勝                                       | ○ 3 - 1 今治西                                 | 優勝                                           |
| 1981年（第63回大会）  | 報徳学園（3年ぶり7回目）                       | 準決勝                                         | ○ 3 - 1 名古屋電気                             | 優勝                                           |
| 1981年（第63回大会）  | 報徳学園（3年ぶり7回目）                       | 決勝                                           | ○ 2 - 0 京都商                                 | 優勝                                           |
| 1982年（第64回大会）  | 東洋大姫路（5年ぶり6回目）                     | 2回戦                                          | ○ 4 - 0 県岐阜商                               | ベスト4                                        |
| 1982年（第64回大会）  | 東洋大姫路（5年ぶり6回目）                     | 3回戦                                          | ○ 4 - 2 法政二                                 | ベスト4                                        |
| 1982年（第64回大会）  | 東洋大姫路（5年ぶり6回目）                     | 準々決勝                                       | ○ 7 - 3 熊本工                                 | ベスト4                                        |
| 1982年（第64回大会）  | 東洋大姫路（5年ぶり6回目）                     | 準決勝                                         | ● 3 - 4 池田                                   | ベスト4                                        |
| 1983年（第65回大会）  | 市尼崎（初出場）                               | 2回戦                                          | ○ 6 - 4 茨城東（延長10回）                     | 3回戦                                          |
| 1983年（第65回大会）  | 市尼崎（初出場）                               | 3回戦                                          | ● 4 - 5x 久留米商                              | 3回戦                                          |
| 1984年（第66回大会）  | 明石（24年ぶり5回目）                          | 1回戦                                          | ○ 5 - 3 北海（延長11回）                       | 2回戦                                          |
| 1984年（第66回大会）  | 明石（24年ぶり5回目）                          | 2回戦                                          | ● 1 - 9 PL学園                                 | 2回戦                                          |
| 1985年（第67回大会）  | 東洋大姫路（3年ぶり7回目）                     | 1回戦                                          | ○ 3 - 0 高岡商                                 | 3回戦                                          |
| 1985年（第67回大会）  | 東洋大姫路（3年ぶり7回目）                     | 2回戦                                          | ○ 12 - 3 立教                                  | 3回戦                                          |
| 1985年（第67回大会）  | 東洋大姫路（3年ぶり7回目）                     | 3回戦                                          | ● 1 - 4 東北                                   | 3回戦                                          |
| 1986年（第68回大会）  | 東洋大姫路（2年連続8回目）                     | 2回戦                                          | ○ 10 - 4 学法石川                              | ベスト8                                        |
| 1986年（第68回大会）  | 東洋大姫路（2年連続8回目）                     | 3回戦                                          | ○ 1 - 0 拓大紅陵                               | ベスト8                                        |
| 1986年（第68回大会）  | 東洋大姫路（2年連続8回目）                     | 準々決勝                                       | ● 1 - 3 鹿児島商                               | ベスト8                                        |
| 1987年（第69回大会）  | 明石（3年ぶり6回目）                           | 1回戦                                          | ● 1 - 6 帝京                                   | 初戦敗退                                       |
| 1988年（第70回大会）  | 滝川第二（初出場）                             | 1回戦                                          | ○ 9 - 3 高田（8回コールド）                    | 2回戦                                          |
| 1988年（第70回大会）  | 滝川第二（初出場）                             | 2回戦                                          | ● 3 - 5 東海大甲府                             | 2回戦                                          |
| 1989年（第71回大会）  | 神戸弘陵（初出場）                             | 2回戦                                          | ○ 6 - 2 佐賀商                                 | 3回戦                                          |
| 1989年（第71回大会）  | 神戸弘陵（初出場）                             | 3回戦                                          | ● 1 - 3 尽誠学園                               | 3回戦                                          |
| 1990年（第72回大会）  | 育英（33年ぶり4回目）                          | 2回戦                                          | ● 2 - 3x 秋田経法大付（延長13回）              | 初戦敗退                                       |
| 1991年（第73回大会）  | 村野工（初出場）                               | 1回戦                                          | ● 2 - 3 専大北上                               | 初戦敗退                                       |
| 1992年（第74回大会）  | 神港学園（初出場）                             | 1回戦                                          | ○ 3 - 2 北海                                   | 3回戦                                          |
| 1992年（第74回大会）  | 神港学園（初出場）                             | 2回戦                                          | ○ 11 - 4 一関商工                              | 3回戦                                          |
| 1992年（第74回大会）  | 神港学園（初出場）                             | 3回戦                                          | ● 3 - 4x 池田                                  | 3回戦                                          |
| 1993年（第75回大会）  | 育英（3年ぶり5回目）                           | 1回戦                                          | ○ 14 - 4 秋田経法大付                          | 優勝                                           |
| 1993年（第75回大会）  | 育英（3年ぶり5回目）                           | 2回戦                                          | ○ 11 - 3 旭川大                                | 優勝                                           |
| 1993年（第75回大会）  | 育英（3年ぶり5回目）                           | 3回戦                                          | ○ 5 - 4 横浜商大                               | 優勝                                           |
| 1993年（第75回大会）  | 育英（3年ぶり5回目）                           | 準々決勝                                       | ○ 8 - 1 修徳                                   | 優勝                                           |
| 1993年（第75回大会）  | 育英（3年ぶり5回目）                           | 準決勝                                         | ○ 6 - 1 市船橋                                 | 優勝                                           |
| 1993年（第75回大会）  | 育英（3年ぶり5回目）                           | 決勝                                           | ○ 3 - 2 春日部共栄                             | 優勝                                           |
| 1994年（第76回大会）  | 姫路工（初出場）                               | 1回戦                                          | ● 3 - 4 浦和学院                               | 初戦敗退                                       |
| 1995年（第77回大会）  | 尼崎北（初出場）                               | 2回戦                                          | ● 6 - 7x 青森山田（延長13回）                  | 初戦敗退                                       |
| 1996年（第78回大会）  | 神港学園（4年ぶり2回目）                       | 1回戦                                          | ● 1 - 16 仙台育英                              | 初戦敗退                                       |
| 1997年（第79回大会）  | 報徳学園（16年ぶり8回目）                      | 1回戦                                          | ○ 7x - 6 日大東北（延長10回）                  | 2回戦                                          |
| 1997年（第79回大会）  | 報徳学園（16年ぶり8回目）                      | 2回戦                                          | ● 5 - 11 浜松工                                | 2回戦                                          |
| 1998年（第80回大会）  | 報徳学園（東兵庫・2年連続9回目）               | 1回戦                                          | ● 4 - 8 富山商                                 | 初戦敗退                                       |
| 1998年（第80回大会）  | 東洋大姫路（西兵庫・12年ぶり9回目）            | 1回戦                                          | ● 1 - 7 海星                                   | 初戦敗退                                       |
| 1999年（第81回大会）  | 滝川第二（11年ぶり2回目）                      | 1回戦                                          | ○ 6x - 5 東邦                                  | ベスト8                                        |
| 1999年（第81回大会）  | 滝川第二（11年ぶり2回目）                      | 2回戦                                          | ○ 3 - 1 徳島商                                 | ベスト8                                        |
| 1999年（第81回大会）  | 滝川第二（11年ぶり2回目）                      | 3回戦                                          | ○ 3x - 2 長崎日大                              | ベスト8                                        |
| 1999年（第81回大会）  | 滝川第二（11年ぶり2回目）                      | 準々決勝                                       | ● 2 - 5 岡山理大付                             | ベスト8                                        |
| 2000年（第82回大会）  | 育英（7年ぶり6回目）                           | 1回戦                                          | ○ 8 - 1 秋田商                                 | ベスト4                                        |
| 2000年（第82回大会）  | 育英（7年ぶり6回目）                           | 2回戦                                          | ○ 11 - 6 小松工                                | ベスト4                                        |
| 2000年（第82回大会）  | 育英（7年ぶり6回目）                           | 3回戦                                          | ○ 12 - 2 那覇                                  | ベスト4                                        |
| 2000年（第82回大会）  | 育英（7年ぶり6回目）                           | 準々決勝                                       | ○ 8 - 7 長崎日大                               | ベスト4                                        |
| 2000年（第82回大会）  | 育英（7年ぶり6回目）                           | 準決勝                                         | ● 7 - 10 東海大浦安                            | ベスト4                                        |
| 2001年（第83回大会）  | 東洋大姫路（3年ぶり10回目）                    | 1回戦                                          | ○ 9 - 4 岐阜三田                               | 3回戦                                          |
| 2001年（第83回大会）  | 東洋大姫路（3年ぶり10回目）                    | 2回戦                                          | ○ 4 - 3 如水館                                 | 3回戦                                          |
| 2001年（第83回大会）  | 東洋大姫路（3年ぶり10回目）                    | 3回戦                                          | ● 0 - 15 日南学園                              | 3回戦                                          |
| 2002年（第84回大会）  | 報徳学園（4年ぶり10回目）                      | 1回戦                                          | ● 3 - 7 浦和学院                               | 初戦敗退                                       |
| 2003年（第85回大会）  | 神港学園（7年ぶり3回目）                       | 1回戦                                          | ● 2 - 9 桐生第一                               | 初戦敗退                                       |
| 2004年（第86回大会）  | 報徳学園（2年ぶり11回目）                      | 1回戦                                          | ● 2 - 8 横浜                                   | 初戦敗退                                       |
| 2005年（第87回大会）  | 姫路工（11年ぶり2回目）                        | 1回戦                                          | ● 2 - 10 酒田南                                | 初戦敗退                                       |
| 2006年（第88回大会）  | 東洋大姫路（5年ぶり11回目）                    | 2回戦                                          | ○ 4 - 2 甲府工                                 | ベスト8                                        |
| 2006年（第88回大会）  | 東洋大姫路（5年ぶり11回目）                    | 3回戦                                          | ○ 5 - 2 桐生第一                               | ベスト8                                        |
| 2006年（第88回大会）  | 東洋大姫路（5年ぶり11回目）                    | 準々決勝                                       | ● 4 - 5 駒大苫小牧                             | ベスト8                                        |
| 2007年（第89回大会）  | 報徳学園（3年ぶり12回目）                      | 1回戦                                          | ● 0 - 5 青森山田                               | 初戦敗退                                       |
| 2008年（第90回大会）  | 報徳学園（東兵庫・2年連続13回目）              | 1回戦                                          | ○ 4x - 2 新潟県央工                            | ベスト8                                        |
| 2008年（第90回大会）  | 報徳学園（東兵庫・2年連続13回目）              | 2回戦                                          | ○ 5x - 4 智弁学園（延長10回）                  | ベスト8                                        |
| 2008年（第90回大会）  | 報徳学園（東兵庫・2年連続13回目）              | 3回戦                                          | ○ 7 - 3 鹿児島実                               | ベスト8                                        |
| 2008年（第90回大会）  | 報徳学園（東兵庫・2年連続13回目）              | 準々決勝                                       | ● 4 - 7 大阪桐蔭                               | ベスト8                                        |
| 2008年（第90回大会）  | 加古川北（西兵庫・初出場）                     | 2回戦                                          | ● 2 - 9 聖光学院                               | 初戦敗退                                       |
| 2009年（第91回大会）  | 関西学院（70年ぶり7回目）                      | 1回戦                                          | ○ 7 - 3 酒田南                                 | 2回戦                                          |
| 2009年（第91回大会）  | 関西学院（70年ぶり7回目）                      | 2回戦                                          | ● 4 - 5x 中京大中京                            | 2回戦                                          |
| 2010年（第92回大会）  | 報徳学園（2年ぶり14回目）                      | 1回戦                                          | ○ 3 - 2 砺波工                                 | ベスト4                                        |
| 2010年（第92回大会）  | 報徳学園（2年ぶり14回目）                      | 2回戦                                          | ○ 4 - 2 福井商                                 | ベスト4                                        |
| 2010年（第92回大会）  | 報徳学園（2年ぶり14回目）                      | 3回戦                                          | ○ 13 - 5 佐賀学園                              | ベスト4                                        |
| 2010年（第92回大会）  | 報徳学園（2年ぶり14回目）                      | 準々決勝                                       | ○ 2 - 1 新潟明訓                               | ベスト4                                        |
| 2010年（第92回大会）  | 報徳学園（2年ぶり14回目）                      | 準決勝                                         | ● 5 - 6 興南                                   | ベスト4                                        |
| 2011年（第93回大会）  | 東洋大姫路（5年ぶり12回目）                    | 2回戦                                          | ○ 4 - 0 海星                                   | ベスト8                                        |
| 2011年（第93回大会）  | 東洋大姫路（5年ぶり12回目）                    | 3回戦                                          | ○ 11 - 1 新湊                                  | ベスト8                                        |
| 2011年（第93回大会）  | 東洋大姫路（5年ぶり12回目）                    | 準々決勝                                       | ● 1 - 2 光星学院                               | ベスト8                                        |
| 2012年（第94回大会）  | 滝川第二（13年ぶり3回目）                      | 1回戦                                          | ○ 5 - 4 北大津                                 | 2回戦                                          |
| 2012年（第94回大会）  | 滝川第二（13年ぶり3回目）                      | 2回戦                                          | ● 1 - 6 浦添商                                 | 2回戦                                          |
| 2013年（第95回大会）  | 西脇工（初出場）                               | 1回戦                                          | ○ 4 - 1 石見智翠館                             | 2回戦                                          |
| 2013年（第95回大会）  | 西脇工（初出場）                               | 2回戦                                          | ● 1 - 3 木更津総合                             | 2回戦                                          |
| 2014年（第96回大会）  | 神戸国際大付（初出場）                         | 1回戦                                          | ● 1 - 2 聖光学院                               | 初戦敗退                                       |
| 2015年（第97回大会）  | 滝川第二（3年ぶり4回目）                       | 1回戦                                          | ○ 4 - 3 中越                                   | 2回戦                                          |
| 2015年（第97回大会）  | 滝川第二（3年ぶり4回目）                       | 2回戦                                          | ● 1 - 7 仙台育英                               | 2回戦                                          |
| 2016年（第98回大会）  | 市尼崎（33年ぶり2回目）                        | 1回戦                                          | ● 4 - 5 八戸学院光星（延長10回）               | 初戦敗退                                       |
| 2017年（第99回大会）  | 神戸国際大付（3年ぶり2回目）                   | 2回戦                                          | ○ 5 - 4 北海                                   | 3回戦                                          |
| 2017年（第99回大会）  | 神戸国際大付（3年ぶり2回目）                   | 3回戦                                          | ● 1 - 2 天理（延長11回）                       | 3回戦                                          |
| 2018年（第100回大会） | 報徳学園（東兵庫・8年ぶり15回目）              | 2回戦                                          | ○ 3 - 2 聖光学院                               | ベスト8                                        |
| 2018年（第100回大会） | 報徳学園（東兵庫・8年ぶり15回目）              | 3回戦                                          | ○ 7 - 2 愛工大名電                             | ベスト8                                        |
| 2018年（第100回大会） | 報徳学園（東兵庫・8年ぶり15回目）              | 準々決勝                                       | ● 2 - 3 済美                                   | ベスト8                                        |
| 2018年（第100回大会） | 明石商（西兵庫・初出場）                       | 1回戦                                          | ● 8 - 9 八戸学院光星（延長10回）               | 初戦敗退                                       |
| 2019年（第101回大会） | 明石商（2年連続2回目）                         | 2回戦                                          | ○ 4 - 3 花咲徳栄                               | ベスト4                                        |
| 2019年（第101回大会） | 明石商（2年連続2回目）                         | 3回戦                                          | ○ 3x - 2 宇部鴻城（延長10回）                  | ベスト4                                        |
| 2019年（第101回大会） | 明石商（2年連続2回目）                         | 準々決勝                                       | ○ 7 - 6 八戸学院光星                           | ベスト4                                        |
| 2019年（第101回大会） | 明石商（2年連続2回目）                         | 準決勝                                         | ● 1 - 7 履正社                                 | ベスト4                                        |
| 2020年（第102回大会） | （新型コロナウイルス感染症流行による大会中止） | （新型コロナウイルス感染症流行による大会中止） | （新型コロナウイルス感染症流行による大会中止） | （新型コロナウイルス感染症流行による大会中止） |
| 2021年（第103回大会） | 神戸国際大付（4年ぶり3回目）                   | 1回戦                                          | ○ 2 - 1 北海                                   | ベスト8                                        |
| 2021年（第103回大会） | 神戸国際大付（4年ぶり3回目）                   | 2回戦                                          | ○ 4 - 3 高川学園                               | ベスト8                                        |
| 2021年（第103回大会） | 神戸国際大付（4年ぶり3回目）                   | 3回戦                                          | ○ 6x - 5 長崎商（延長10回）                    | ベスト8                                        |
| 2021年（第103回大会） | 神戸国際大付（4年ぶり3回目）                   | 準々決勝                                       | ● 6 - 7x 近江                                  | ベスト8                                        |
| 2022年（第104回大会） | 社（初出場）                                   | 1回戦                                          | ○ 10 - 1 県岐阜商                              | 2回戦                                          |
| 2022年（第104回大会） | 社（初出場）                                   | 2回戦                                          | ● 5 - 7 二松学舎大付                           | 2回戦                                          |
| 2023年（第105回大会） | 社（2年連続2回目）                             | 1回戦                                          | ● 0 - 3 日大三                                 | 初戦敗退                                       |
| 2024年（第106回大会） | 報徳学園（6年ぶり16回目）                      | 1回戦                                          | ● 1 - 3 大社                                   | 初戦敗退                                       |
| 2025年（第107回大会） | 東洋大姫路（14年ぶり13回目）                   | 1回戦                                          | ○ 5 - 3 済美                                   | ベスト8                                        |
| 2025年（第107回大会） | 東洋大姫路（14年ぶり13回目）                   | 2回戦                                          | ○ 8 - 4 花巻東                                 | ベスト8                                        |
| 2025年（第107回大会） | 東洋大姫路（14年ぶり13回目）                   | 3回戦                                          | ○ 3 - 2 西日本短大付                           | ベスト8                                        |
| 2025年（第107回大会） | 東洋大姫路（14年ぶり13回目）                   | 準々決勝                                       | ● 1 - 2 沖縄尚学                               | ベスト8                                        |

## 通算成績
| 出場 | 試合 | 勝利 | 敗戦 | 引分 | 勝率 | 優勝 | 準優勝 | ベスト4 | ベスト8 |
| ---- | ---- | ---- | ---- | ---- | ---- | ---- | ------ | ------- | ------- |
| 108  | 247  | 147  | 100  | 0    | .595 | 7    | 3      | 11      | 18      |

## 学校別成績
| 校名           | 出場 | 勝敗     | 直近出場 | 最高成績 | 前身校             |
| -------------- | ---- | -------- | -------- | -------- | ------------------ |
| 報徳学園       | 16回 | 28勝15敗 | 2024年   | 優勝1回  |                    |
| 東洋大姫路     | 13回 | 23勝12敗 | 2025年   | 優勝1回  |                    |
| 関西学院       | 7回  | 9勝5敗   | 2009年   | 優勝1回  | 関西学院中         |
| 滝川           | 7回  | 8勝7敗   | 1980年   | ベスト4  | 滝川中             |
| 神港橘         | 7回  | 6勝7敗   | 1976年   | ベスト4  | 第一神港商・市神港 |
| 育英           | 6回  | 17勝5敗  | 2000年   | 優勝1回  | 育英商             |
| 芦屋           | 6回  | 9勝5敗   | 1953年   | 優勝1回  | 芦屋中             |
| 明石           | 6回  | 9勝6敗   | 1987年   | ベスト4  | 明石中             |
| 甲陽学院       | 4回  | 9勝3敗   | 1938年   | 優勝1回  | 甲陽中             |
| 滝川第二       | 4回  | 6勝4敗   | 2015年   | ベスト8  |                    |
| 神戸           | 4回  | 4勝3敗   | 1947年   | 優勝1回  | 神戸一中           |
| 神戸国際大付   | 3回  | 4勝3敗   | 2021年   | ベスト8  |                    |
| 神港学園       | 3回  | 2勝3敗   | 2003年   | 3回戦    |                    |
| 明石商         | 2回  | 3勝2敗   | 2019年   | ベスト4  |                    |
| 市尼崎         | 2回  | 1勝2敗   | 2016年   | 3回戦    |                    |
| 社             | 2回  | 1勝2敗   | 2023年   | 2回戦    |                    |
| 姫路工         | 2回  | 0勝2敗   | 2005年   | 初戦敗退 |                    |
| 神戸商         | 1回  | 3勝1敗   | 1922年   | 準優勝   |                    |
| 姫路南         | 1回  | 2勝1敗   | 1958年   | 3回戦    |                    |
| 明石南         | 1回  | 1勝1敗   | 1979年   | 2回戦    |                    |
| 神戸弘陵       | 1回  | 1勝1敗   | 1989年   | 3回戦    |                    |
| 西脇工         | 1回  | 1勝1敗   | 2013年   | 2回戦    |                    |
| 兵庫           | 1回  | 0勝1敗   | 1915年   | 初戦敗退 | 神戸二中           |
| 兵庫商         | 1回  | 0勝1敗   | 1940年   | 初戦敗退 | 北神商             |
| 六甲アイランド | 1回  | 0勝1敗   | 1955年   | 初戦敗退 | 市神戸商           |
| 県尼崎         | 1回  | 0勝1敗   | 1956年   | 初戦敗退 |                    |
| 市西宮         | 1回  | 0勝1敗   | 1963年   | 初戦敗退 |                    |
| 洲本           | 1回  | 0勝1敗   | 1975年   | 初戦敗退 |                    |
| 彩星工科       | 1回  | 0勝1敗   | 1991年   | 初戦敗退 | 村野工             |
| 尼崎北         | 1回  | 0勝1敗   | 1995年   | 初戦敗退 |                    |
| 加古川北       | 1回  | 0勝1敗   | 2008年   | 初戦敗退 |                    |